# Denice Westerberg
Denice Angelina Westerberg, född 6 juli 2002, är en svensk journalist och politiker (sverigedemokrat). Westerberg är sedan 2024 nationell talesperson för Ungsvenskarna, Sverigedemokraternas ungdomsförbund, efter att ha efterträtt Emil Eneblad.
Westerberg har tidigare varit medarbetare i den konservativa nyhetskanalen Riks.
Hon kandiderade till Europaparlamentsvalet 2024 som nr 22 på partilistan.
Westerberg är ordförande för Sverigedemokraterna i Solna kommun, samt politisk sekreterare i Upplands Väsby kommun.